# Erannis sichotenaria
Erannis sichotenaria är en fjärilsart som beskrevs av Kurentzov 1937. Erannis sichotenaria ingår i släktet Erannis och familjen mätare. Inga underarter finns listade i Catalogue of Life.